# Cừu Mục
Cừu Mục (chữ Hán: 仇牧; ? - 682 TCN) là quan Đại phu nước Tống thời Xuân Thu trong lịch sử Trung Quốc. 

## Sự nghiệp
Năm 683 TCN, trong trận Thừa Khâu, Nam Cung Trường Vạn bị nước Lỗ bắt làm tù binh. Sau khi được thả về, Nam Cung Trường Vạn bị Tống Mẫn công chế giễu, Cừu Mục khuyên Mẫn công chớ nên đùa giỡn như vậy nhưng ông không nghe. Tháng 8 năm 682 TCN, ngày Giáp Ngọ, Nam Cung Trường Vạn giết Tống Mẫn công tại Mông Trạch, Cừu Mục đến cũng bị Nam Cung Trường Vạn vung tay đánh chết, xong còn giết cả Thái tể Hoa Đốc.